# Ivana Večeřová
Ivana Večeřová (31 de dezembro de 1983) é uma basquetebolista profissional checa.

## Carreira
Ivana Večeřová integrou a Seleção Checa de Basquetebol Feminino, em Pequim 2008, que terminou na sétima colocação.